# Kujtim Laro
Kujtim Laro (ur. 8 maja 1947 we Wlorze, zm. 28 lipca 2004 w Tiranie) – albański muzyk i kompozytor.

## Życiorys
Był synem kierowcy. Jego starszy brat Gezim grał na wiolonczeli i on zainteresował Kujtima muzyką. W 1961 roku rozpoczął naukę w szkole artystycznej Jordan Misja w Tiranie, gdzie uczył się gry na kontrabasie. W 1965 rozpoczął studia kompozytorskie w Instytucie Sztuk w Tiranie, pod kierunkiem Çeska Zadei. W 1967 r. skomponował swój pierwszy utwór Wariacje na wiolonczelę i orkiestrę. Dwa lata później powstał Koncert nr 1 na skrzypce i orkiestrę. Ukończył studia w 1970 i podjął pracę pedagoga na wydziale muzyki Instytutu Sztuk. W latach 1975–1993 pełnił funkcję dyrektora artystycznego Zespołu Artystycznego Armii Albańskiej (w 1993 zespół został zlikwidowany).
Tuż po ukończeniu studiów w 1970 roku, związał się zawodowo ze studiem filmowym Nowa Albania (alb. Kinostudio Shqipëria e Re), był także kierownikiem artystycznym Zespołu Artystycznego Armii Albańskiej. Od 1983 był wykładowcą Akademii Sztuk w Tiranie. Skomponował muzykę do 25 filmów fabularnych i dokumentalnych. Za muzykę do filmu Udha e shkronjave otrzymał nagrodę państwową. Został też uhonorowany Orderem Naima Frashëriego I kl. i tytułem Zasłużonego Artysty (alb. Artist i Merituar).
Imię artysty nosi jedna z ulic w Tiranie (dzielnica Kinostudio).

## Muzyka filmowa
- 1970: Popiersie z brązu
- 1972: Gwiazdy długich nocy
- 1974: Ścieżki wojny
- 1975: Uliczki, które szukają słońca
- 1975: U progu lata
- 1976: Czerwone maki na murze
- 1977: Gunie rzucone na druty
- 1978: Narzeczona i godzina policyjna
- 1978: W głębi ciemności
- 1978: Droga liter
- 1979: Wolność albo śmierć
- 1980: Mały partyzant Velo
- 1981: U progu wolności
- 1982: Nëntori i dytë
- 1984: Czas nie czeka
- 1984: Bojownik
- 1984: Pierwsza noc wolności
- 1984: Decyzja
- 1985: Kamienie mojego domu
- 1989: Ludzie w stanie zagrożenia
- 1990: Białe kartki
- 2003: Czerwone kwiaty, czarne kwiaty